# 沙里夫卡
50°0′47″N 35°26′43″E / 50.01306°N 35.44528°E

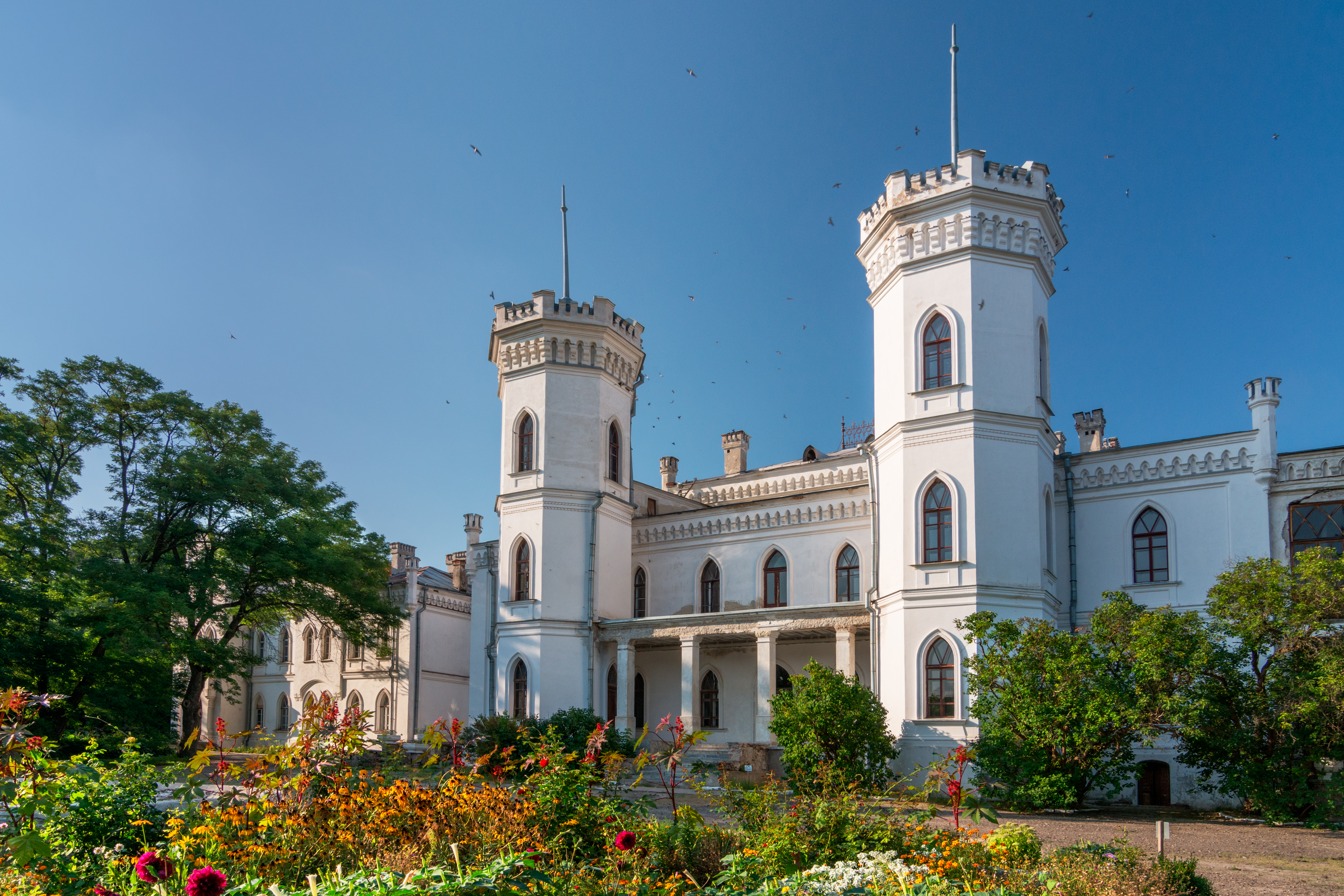
沙里夫卡庄园

沙里夫卡（烏克蘭語：Шарівка），是烏克蘭東部哈爾科夫州博霍杜希夫區博霍杜希夫市镇内的市級鎮。處於梅爾奇克河畔，始建於1700年，面積4.18平方公里，海拔高度134米，2001年人口1,929，人口密度每平方公里461.48人。